# Trainspotting Live

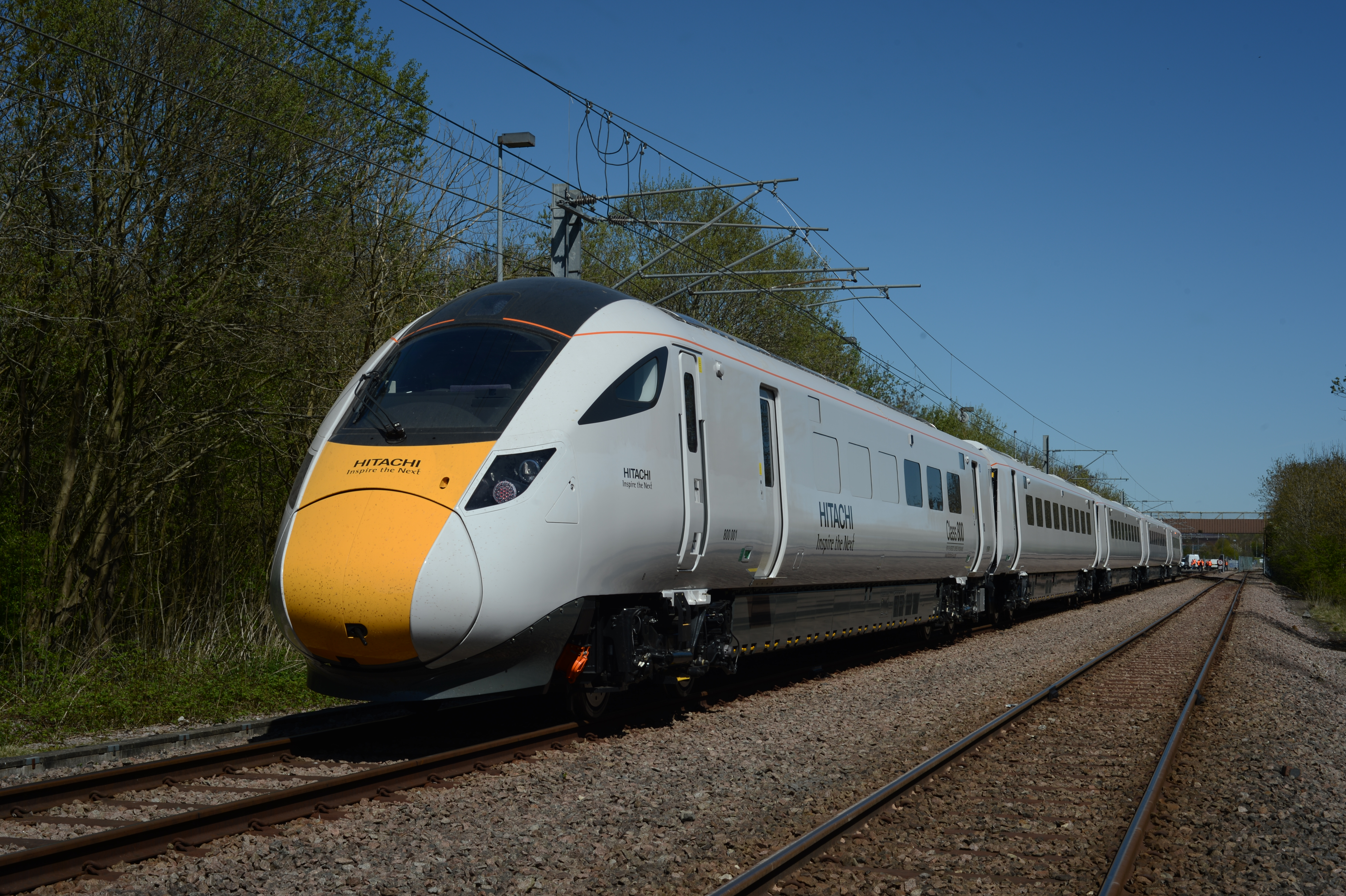
British Rail Class 800 des Intercity Express Programme

Trainspotting Live war eine überwiegend live übertragene Fernsehsendung der BBC Four, die vom 11. bis 13. Juli 2016 gesendet wurde.

## Konzept
Das Konzept ähnelte dem von früheren Live-Sendungen der BBC wie Airport Live und Volcano Live. Die Sendung wurde von Peter Snow, Hannah Fry, Dick Strawbridge und Tim Dunn vom Didcot Railway Centre in Didcot präsentiert. Trainspotting Live zeigte auch bereits im Vorfeld aufgezeichnete Berichte und Interviews. Die Live-Kameras zeigten den Bahnverkehr auf der nahegelegenen Great Western Main Line. Während der Sendung wurden die Zuschauer aufgefordert, vor kurzem aufgenommene Videos von Zügen einzureichen, und bekamen die Aufgabe, als sogenannte Trainspotter die Sichtung einer speziellen Lokomotive zu dokumentieren sowie einen ungewöhnlichen Zug, der den Spitznamen „The Holy Grail of the Rail“ hat, zu sichten.

## Episodenliste
| Episode | Erstausstrahlung | Zuschauerzahl | Inhaltsangabe |
| ------- | ---------------- | ------------- | --- |
| 1       | 11. Juli 2016    | 775.000       | Peter Snow forderte Ian McMillan dazu heraus, ein Gedicht über den Flying Scotsman zu schreiben. Der Trainspotter Tim Dunn bekam den Auftrag, die Black Five Dampflok zu dokumentieren, und Dick Strawbridge dokumentierte live vom Bahnhof Doncaster.                              |
| 2       | 12. Juli 2016    | 675.000       | Das Team fokussierte sich auf Dieselloks, insbesondere die British Rail Class 37 und Intercity 125. Hannah Fry interviewte Sir Kenneth Grange über das Design des Intercity 125. Tim Dunn war in Carlisle, um eine Class 37 zu dokumentieren, während Dich in Swindon dokumentiert. |
| 3       | 13. Juli 2016    | 508.000       | Das Team prognostizierte die Zukunft des Eisenbahnverkehrs. Dick Strawbridge dokumentierte von Clapham Junction, während Tim eine exklusive Fahrt mit der brandneuen British Rail Class 800 des Intercity Express Programme der Great Western Railway ergatterte.                   |

## Kritik und Kontroversen
In der ersten Episode sagte Peter Snow aus Versehen, das ein fünf Monate altes Video einer Class 66 bei der Auslieferung eine Live-Übertragung sei. Das führte zu Beschwerden von Trainspottern und der Fauxpas wurde auf der Titelseite der Zeitschrift The Sun thematisiert. Ein Sprecher der BBC sagte, dass die Show in der Aufregung einer Liveübertragung einen Fehler gemacht habe (that „the show had made a mistake in the ‘excitement of a live broadcast’“).